# Licencia de apertura
Licencia de apertura es el nombre común de la licencia de actividades que se le da al expediente administrativo que tiene el carácter legal y la documentación necesaria para el ejercicio de una determinada actividad de carácter público o privado, como puede ser la apertura de bares y restaurantes, comercios en general, etc.
Los diferentes municipios de cada comunidad, suelen tener sus propias ordenanzas municipales en las que desarrollan aún más los parámetros legales y técnicos así como la clasificación de las actividades. No obstante, con la entrada en vigor del decreto ley 19/2012, 25 de mayo, aparece la figura de declaración responsable o licencia rápida para determinadas actividades y locales, que posibilita la apertura inmediata de un negocio.

## Tipos
La clasificación de las actividades depende de cada país, comunidad, región o municipio. Existen unas pautas generales que fija cada país o comunidad autónoma para realizar una descripción de la clasificación. Los tipos de licencia se diferencian por la actividad que se vaya a desarrollar en el local. Basándose en ello, se entregarán diferentes documentaciones e informes para su concesión. Los tipos de licencia se establecen en dos grupos principales de actividades: las inocuas o no clasificadas, y las actividades nocivas o clasificadas.
El grupo de actividades inocuas se refiere a todas aquellas que no suponen ningún peligro ni pueden causar daños en el medio ambiente. En cambio, las actividades nocivas o clasificadas suponen las que pueden ocasionar molestias a las personas o al entorno. Mientras que la licencia en el primer grupo supone un trámite sencillo, en el segundo grupo supone la realización incluso de un proyecto técnico completo y aprobación del Ayuntamiento.

## Pasos a seguir

### Proyecto técnico
Se debe desarrollar un documento profesional donde quede reflejada la actividad que se va a desarrollar, las características del local y el cumplimiento exacto de la normativa, como hemos señalado al final del punto anterior. Todo esto según lo establecido en los anexos correspondientes de la Ordenanza Reguladora de Obras y Actividades(O.R.O.A.) y que permanece colgada en la página de Gerencia y Urbanismo dentro del portal del ayuntamiento de Sevilla.

### Solicitud de la Calificación Ambiental
si estamos tratando con una actividad que se incluye en el ANEXO I de la Ley GICA (gestión Integrada de la Calidad Ambiental), se deberá solicitar la Calificación Ambiental antes del comienzo de las obras, presentándose el Proyecto en el Registro General y esperando hasta 3 meses a la contestación por parte del Servicio de Protección Ambiental del Ayuntamiento. Si transcurriese este tiempo sin notificación, puede darse por otorgada la Calificación por Silencio Administrativo.
Solicitud de Licencia de Obras
En los casos en los que se realizan obras de ampliación, se deberá presentar la documentación del proyecto en el Registro Auxiliar para su solicitud (si la actividad estaba calificada, debemos contar con el silencio administrativo o Calificación otorgada). Según la naturaleza de las obras, habrá que esperar más o menos tiempo, al igual que la documentación a entregar que variará en proporción al tipo y tamaño de la obra.

### Reformas en el local
Hay que saber que las obras asociadas que se consideran Reforma Menor o Parcial no requieren visado. De este modo, en principio, la Reforma Menor se debe otorgar al instante por Declaración Responsable, pero la Reforma Parcial va a requerir Pleno de Gobierno que, salvo excepciones, son cada 20 días. Sin embargo, si el edificio se encuentra enmarcado dentro del Conjunto Histórico, el proceso es directamente por Licencia, lo que implica una espera de 2 meses como mínimo.

### Entrega de la Documentación
Al final de la realización de las obras, se deberá entregar el proyecto, el certificado final de obras, el certificado final de instalaciones, el Informe positivo del OCA, informe de ensayos acústicos y todos los formularios exigibles por el Servicio de Protección Ambiental que estime el ayuntamiento de Sevilla. A estos certificados habrá que añadir todos los que implique la actividad, es decir, certificado de todas las instalaciones que así lo requieran, registro en industria del local, maquinaria e instalaciones, certificado de la instalación contraincendios, así como el registro en otras instituciones si fuera preciso (sanidad, educación, etc). Si no fuese necesaria la realización de obras, se entregaría prácticamente la misma documentación a excepción del certificado final de obras. Con esta guía de los documentos y pasos que se han de seguirse para obtener la Licencia de Apertura, esperamos que el proyecto sea más visible y cobre una perspectiva más clarificadora para la correcta ejecución de los trabajos.